# KeePassXC
Chronologie des versions
KeePassX (en)
KeePassXC est un gestionnaire de mots de passe gratuit et open source publié sous la licence libre GPL v2 ou ultérieure et disponible sur Linux, Windows et macOS. Il permet de sauvegarder un ensemble de mots de passe dans une base de données chiffrée. KeePassXC utilise le format de base de données de mots de passe KeePass 2.x (.kdbx) comme format natif. Il peut également importer (et convertir) la version 2 et les anciennes bases de données KeePass 1 (.kdb). Ce fichier de base de données s’ouvre avec un mot de passe principal et/ou avec d'autres méthodes d’authentification comme un fichier de clé, ou avec des clés de sécurité utilisant un jeton d'authentification. Les clés YubiKey sont compatibles,.
Il a pour origine un fork communautaire de KeePassX ,, lui-même un fork multiplateforme de KeePass.
L'Electronic Frontier Foundation mentionne KeePassXC comme « un exemple de gestionnaire de mots de passe open source et gratuit ». Le collectif technologique PrivacyTools a inclus KeePassXC dans sa liste de logiciels de gestion de mots de passe recommandés en raison de son développement actif,.

## Développement
Il est développé à l'aide de bibliothèques Qt5, ce qui en fait une application multiplateforme qui peut être exécutée sur Linux, Windows et macOS.

## Applications alternatives
Il existe de nombreuses implémentations multiplateformes de KeePass dont le format de bases de données est compatible car normalisé.
- KeePass le logiciel original à l’origine du format kdbx
- WinPass, portage pour Windows 8/10 Mobile
- KeePassB pour BlackBerry
- KeepassDX, KeePassDroid et Keepass2Android, pour Android disponible sur F-Droid
- KyPass pour iPhone/iPad, un fork de MyKeePass avec prise en charge de Dropbox
- MacPass pour macOS
- KeeWeb, une application web pour accéder à une base de données KeePass depuis n'importe quel appareil et permettant la synchronisation avec Dropbox[11],[12]